# Hilton Clarke (1979)
Hilton James Clarke (Ormond, 7 november 1979) is een Australisch voormalig wielrenner die in 2016 zijn carrière afsloot bij Cylance Pro Cycling.

## Overwinningen
2000
5e etappe Ronde van Tasmanië
Melbourne to Warrnambool Classic
2001
12e en 14e etappe International Cycling Classic
12e etappe Ronde van Southland
2002
5e en 9e etappe Herald Sun Tour
Pomona Valley Stage Race
7e etappe Ronde van Southland
2003
1e en 2e etappe Ronde van Egypte
2e etappe Herald Sun Tour
2005
7e etappe Herald Sun Tour
Puntenklassement Herald Sun Tour
1e etappe International Cycling Classic
2006
 USPRO Championship
1e etappe Herald Sun Tour
Puntenklassement Herald Sun Tour
Eindklassement Jayco Bay Cycling Classic
Eindklassement Ronde van Elk Grove
2011
3e etappe Ronde van Elk Grove

## Resultaten in voornaamste wedstrijden
| Jaar | Gent-Wevelgem | Ronde van Vlaanderen |
| ---- | ------------- | -------------------- |
| 2005 | 78e           |                      |
| 2006 | 60e           |                      |
| 2009 |               | opgave               |

## Ploegen
- 2001- NetZero Cycling Team
- 2002- Schroeder Iron Pro Cycling
- 2003- Team Barloworld
- 2004- Team Cyclingnews.com-Down Under (vanaf 31-3)
- 2005- Navigators Insurance Cycling Team
- 2006- Navigators Insurance Cycling Team
- 2007- Navigators Insurance Cycling Team
- 2008- Toyota-United Pro Cycling Team
- 2009- Fuji-Servetto
- 2010- OUCH-Bahati Foundation (tot 9-6)
- 2010- UnitedHealthcare presented by Maxxis (vanaf 10-6)
- 2011- UnitedHealthcare Pro Cycling
- 2012- UnitedHealthcare Pro Cycling
- 2013- UnitedHealthcare Pro Cycling Team
- 2014- UnitedHealthcare Pro Cycling Team
- 2015- UnitedHealthcare Pro Cycling Team
- 2016- Cylance Pro Cycling